# Messe (Wirtschaft)
Eine Messe (in der Schweiz auch: Salon) im wirtschaftlichen Sinne ist eine zeitlich begrenzte, wiederkehrende Marketing-Veranstaltung. Sie ermöglicht es Herstellern oder Verkäufern einer Ware oder einer Dienstleistung, diese zur Schau zu stellen, zu erläutern und zu verkaufen.
Kunden haben auf einer Messe die Möglichkeit, die Angebote verschiedener Anbieter zu vergleichen und sich ein Bild von der Marktsituation zu machen. Ausstellenden Unternehmen geht es um die Akquise oder die Auffrischung von Kundenkontakten, Steigerung des Bekanntheitsgrades sowie Informationsaustausch. Gesamtwirtschaftlich tragen Messen zu Schaffung von Markttransparenz bei und können regional positive Beschäftigungseffekte auslösen (siehe Umwegrendite).

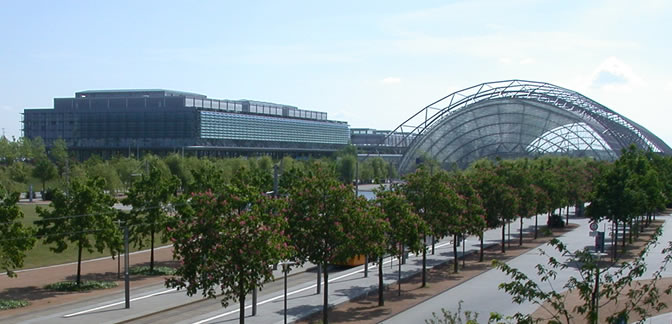
Neue Messe Leipzig (Juni 2003)

## Begriff und Entwicklung
Der Ausdruck Messe bezeichnet im Kontext mittelalterlicher Geschichte einen einmal oder an mehreren bestimmten Tagen im Jahr abgehaltenen Waren- bzw. Geldmarkt, der sich vom Jahrmarkt durch seine überregionale Bedeutung abhob.
Um für eine ausreichende Nachfrage der angebotenen Handelsgüter zu sorgen, wurden die Messen zunächst meistens mit einem – von der Bevölkerung gut besuchten – kirchlichen Fest verbunden. Dort gedachte man einmal oder mehrmals jährlich in der Regel des Namensgebers beziehungsweise des Schutzheiligen einer Kirche. Hieraus leitete sich der Name vom lat. missa = Aussendung ab. Später entwickelten sich die Messen zu einem Anlaufpunkt für den Fernhandel, weshalb sie in der Regel an geographisch besonders günstig gelegenen Orten stattfanden. Den teilnehmenden Kaufleuten wurden häufig Privilegien im Zusammenhang mit ihrer Messeteilnahme gewährt, wie Geleit für die Hin- und Rückreise oder Schutz am Messeort. Von besonderer Bedeutung für die kaufmännische Praxis waren die Messen als Fälligkeitstermine von Krediten, unter anderem im Zusammenhang mit Wechseln.
Die Tradition, dass Messen im Frühjahr und Herbst stattfinden, ist in einigen Fällen bis heute erhalten geblieben, nun allerdings begründet durch den Innovationsrhythmus der Wirtschaft. Kirchenzentren auf der Messe oder Meditationsräume, die unter anderem Gebetsteppiche zur Verfügung stellen, bringen den religiösen Ursprung wieder ins Spiel.

### Frühe geschichtliche Entwicklung
Einen ersten Beleg für eine Messe liefert eine auf den 9. Okt. 634/635 datierte Schenkung des merowingischen Königs Dagobert I. für Saint-Denis bei Paris. Quellen aus merowingischer oder karolingischer Zeit sind jedoch nur spärlich überliefert. In Flandern fanden die Messen von Torhout (erstmals 1084 erwähnt), Ypern, Lille (beide erstmals 1127 erwähnt), Messines (erstmals 1159 erwähnt) und Brügge (erstmals 1200 erwähnt) statt. Die bekanntesten mittelalterlichen Messen sind die in den Orten Lagny, Provins, Troyes und Bar-sur-Aube veranstalteten Champagnemessen, die sich bis um das Jahr 1300 als Märkte von europäischer Bedeutung behaupteten und die im Spätmittelalter von den Messen in Chalon-sur-Saône, Genf und Lyon abgelöst wurden.
Für den Handel der Hanse waren die seit der Mitte des 12. Jahrhunderts in Skanör und seit der Mitte des 13. Jahrhunderts außerdem in Falsterbo jährlich von August bis Oktober auf einer Landzunge an der Südwestspitze Schwedens abgehaltenen Schonischen Messen von besonderer Bedeutung. Wichtigstes Handelsgut war der im Öresund gefangene Hering, neben dem auch andere Waren aus dem Ostseegebiet wie Holz, Pelze, Wachs und Eisen zum Verkauf gelangten. Das für die Konservierung des Fischs nötige Salz kam aus Oldesloe und Lüneburg oder aus der französischen Baye de Bourgneuf. Im 15. Jahrhundert verloren die Schonischen Messen ihre Bedeutung und entwickelten sich zu reinen Heringsmärkten.

### Entwicklung der Messen in Deutschland
Erst im 12. Jahrhundert entstanden im Bereich des heutigen Deutschland regionale Messenetze. Seit der zweiten Hälfte des Jahrhunderts traten insbesondere vier Messeplätze des niederrheinischen Messenetzes deutlich hervor: Köln, Utrecht, Aachen sowie die Messen in Duisburg, welche als Vorgänger der Frankfurter Messe gelten.
Spätestens im 14. Jahrhundert entstanden an den Schnittpunkten der großen Handelswege die für das spätere Mittelalter bedeutenden Messen in Städten wie Leipzig und Frankfurt am Main.
Die im 18. Jahrhundert einsetzende Industrialisierung verlangte neue Absatz- und Vertriebswege, die auch das Messewesen beeinflussten. Jedoch wurde erst ab Mitte des 19. Jahrhunderts der heute übliche Typ der Mustermesse entwickelt – zunächst in Leipzig, später auch an anderen Plätzen. Man verkaufte am Messestand nicht mehr direkt die mitgebrachten Waren, sondern zeigte Muster, nach denen Bestellungen aufgegeben wurden. Diese Mustermesse mit breitem Angebot an Investitions- und Konsumgütern bestimmte die Messelandschaft in Deutschland und Europa bis in die Mitte des 20. Jahrhunderts hinein. Die Leipziger Messe führte ab 1895 offiziell den Titel „Mustermesse“.
Nach der deutschen Reichsgründung 1871 war Leipzig zunächst die einzige über Deutschlands Grenzen hinaus angesehene, international bedeutende Messestadt. Ansonsten galten von der Mitte des 19. Jahrhunderts bis zum Ersten Weltkrieg Weltausstellungen als die herausragenden Ereignisse. Sie hatten im Gegensatz zu heute eine starke ökonomische Funktion und waren oft Schauplatz für die erste Präsentation wichtiger technischer Erfindungen. Das Deutsche Reich und in starkem Maße auch die deutsche Industrie beteiligten sich sehr intensiv an diesen Veranstaltungen, allerdings fanden damals keine Weltausstellungen in Deutschland statt.
Daneben wurden zum Ende des 19. Jahrhunderts, aber auch in den ersten Jahrzehnten des 20. Jahrhunderts zahlreiche Ausstellungen mit überregionaler Bedeutung veranstaltet, die meist einem bestimmten Thema zugeordnet waren, wie zum Beispiel Elektrizität (Berliner Gewerbeausstellung 1896), Gartenbau (Deutsche Gartenbau- und Schlesische Gewerbe-Ausstellung in Liegnitz), Gesundheit oder Maschinenbau (Nordostdeutsche Gewerbeausstellung Königsberg, 1895). Sie richteten sich in erster Linie an das allgemeine Publikum, fanden aber oft nur in unregelmäßigen Abständen oder gar nur einmal statt. Einige bestehen aber bis heute, wie die ILA – Internationale Luft- und Raumfahrtausstellung, die 1909 als Luftschiffahrt-Ausstellung gegründet wurde.
Nach dem Ersten Weltkrieg spielte die Leipziger Messe weiterhin eine herausragende Rolle für die deutsche Messewirtschaft. Daneben gewannen die Frankfurter Messen und im Laufe der 1920er Jahre auch die Kölner Messen und die neugegründete Deutsche Ostmesse in Königsberg (Ostpreußen) an Bedeutung. Noch immer waren auf diesen Messen fast alle Branchen zusammengefasst. Erst Ende der 1920er Jahre entstand eine größere Zahl von Fachmessen. 1918 fand in Berlin die 1. Modewoche statt. Diese Modewoche wird als die weltweit erste Modemesse bezeichnet (Berliner Durchreise).
Nach der Machtergreifung 1933 wurden Ausstellungen vorwiegend als Mittel der sogenannten „Volksaufklärung“ propagandistisch genutzt. Messen wurden weniger als Marketinginstrument gewertet, sondern als „Leistungsschauen der Volksgemeinschaft“. Das Messe- und Ausstellungswesen war in dieser Zeit dem Reichs-Propagandaministerium zugeordnet.
Das Ende des Zweiten Weltkriegs stellte eine Zäsur auch in der Entwicklung der deutschen Messe- und Ausstellungswirtschaft dar. Sie musste sich in einem seit 1949 zweigeteilten Deutschland völlig neu formieren. Die fast vollständig zerstörten Messegelände mussten wieder aufgebaut, in der Messearbeit neue Schwerpunkte gesetzt werden.
Leipzig versuchte, als zentraler Messeplatz der Deutschen Demokratischen Republik seine international führende Position zurückzugewinnen und nahm bis in die 1980er Jahre eine wichtige Funktion im Ost-West-Handel ein.
In der Bundesrepublik Deutschland nahmen die Internationalen Messen in Frankfurt und Köln 1947 bzw. 1948 ihre Arbeit wieder auf. Hinzu trat die 1947 gegründete Deutsche Messe- und Ausstellungs-A.G. in Hannover. Andere, bis dahin eher kleine Messestandorte wie Berlin, Düsseldorf und München gewannen stark an Bedeutung. An Standorten wie Stuttgart, Hamburg, Nürnberg und Essen, die zunächst eher regionale Bedeutung hatten, wurden auch einzelne internationale Messen etabliert.
Die 1950er und 1960er Jahre waren so geprägt durch eine räumliche und thematische Dezentralisierung. Sie wurde vor allem dadurch ausgelöst, dass zahlreiche Messethemen, die bisher Bestandteil der Leipziger Messe waren, nun in Westdeutschland zu etablieren waren. Auf diese Weise entstanden zahlreiche Fachmessen für klar abgegrenzte Branchensegmente.
Außerdem hatten die damaligen Besatzungsmächte, aber natürlich auch die Wirtschaft selbst großes Interesse daran, dass die deutsche Industrie möglichst schnell ihre alte Exportstärke wiedergewann. Dazu waren international beschickte Messen in Deutschland ein hervorragendes Instrument. Diese Auffassung deckte sich mit dem Bestreben der deutschen Messegesellschaften, sich international zu profilieren und dementsprechend ihre Messen für Interessenten aus aller Welt zu öffnen.
Es wurde zu einem wichtigen Merkmal der deutschen Messewirtschaft, dass Veranstaltergesellschaften auf eigenem Gelände fachlich ausgerichtete Messen und Ausstellungen mit internationaler Beteiligung organisieren, die von den jeweiligen Verbänden als ideelle Träger oder Mitveranstalter unterstützt werden.
Heute sind alle großen Messegesellschaften Eigentum der Städte und Bundesländer, aber dennoch privatrechtliche Unternehmen, die untereinander in intensivem Wettbewerb stehen. Rund 75 % der internationalen Messen in Deutschland werden von Veranstaltern in öffentlichem Eigentum durchgeführt, die übrigen von Verbänden oder Veranstaltern in Privateigentum. Die Durchführung von Messen und Ausstellungen wird nicht staatlich reglementiert, sondern ist der freien Entscheidung des Messeveranstalters überlassen.
Mit fortschreitender Diversifizierung der Wirtschaft und der Integration Westdeutschlands in die Weltwirtschaft stiegen auch Zahl und internationale Bedeutung der deutschen Messen. So verdoppelte sich die Zahl der internationalen Messen allein von 1970 bis 1990 auf rund 100.
Nach der Vereinigung Deutschlands im Jahr 1990 musste insbesondere die Leipziger Messe eine neue Rolle in der gesamtdeutschen Messelandschaft finden. Dazu ist das Messeprogramm in zahlreiche Fachmessen aufgegliedert worden. Die ostdeutschen Unternehmen haben sehr schnell die Bedeutung der Messe in einer Marktwirtschaft erkannt und nutzten intensiv west- und ostdeutsche Fachmessen. Entsprechend sind auch in den neuen Bundesländern eine Reihe von Messestandorten mit regionaler Bedeutung entstanden.
Heute sind zahlreiche deutsche Messeveranstalter auch im Ausland als Veranstalter tätig. Während es um 1990 kaum derartige Messen gab, waren es 2010 bereits 226. Von den global führenden Messen der einzelnen Branchen finden heute fast zwei Drittel in Deutschland statt. Jährlich werden rund 150 internationale Messen und Ausstellungen mit bis zu 170.000 Ausstellern und 9 bis 10 Millionen Besuchern durchgeführt. Über 50 % der Aussteller und rund 25 % der Besucher kommen heute aus dem Ausland, so dass Deutschland derzeit als das weltweit wichtigste Messeland gilt.
Laut einer Blitzumfrage des R.I.F.E.L (Research Institute for Exhibition and Live-Communication) im Auftrag des fwd (Bundesvereinigung Veranstaltungswirtschaft e. V.) waren Herausforderungen der Branche beim Re-Start Anfang März 2022 infolge der Corona-Pandemie enorm. So lagen die Umsatzverluste für die Gesamtbranche im Vergleich zu 2019 bei 59,9 % im Jahr 2020 (Q1 normales Geschäft) und 63,2 % im Jahr 2021. Überdurchschnittlich stark betroffen waren die Bereiche Event/Gastronomie, Infrastruktur, Locations und die Schausteller in den Jahren 2020/21 sowie der Messebau im Jahr 2021. Sehr starke Umsatzverluste zeigten sich bei kleineren Unternehmen bis 30 Beschäftigte. Die regionale Betroffenheit war im Osten und Nordwesten Deutschlands am größten.

## Begriffliche Differenzierungen

### Sachliche Unterscheidungen
Handelte es sich bei Messen ursprünglich um Verkaufsveranstaltungen (Warenmessen), die dem direkten Kauf- und Verkauf von Waren dienten, dominieren heute Mustermessen, auf denen Produkte anhand von Mustern bestellt werden können. Darüber hinaus dienen Messen heute eher der Vorbereitung von späteren Geschäftsabschlüssen, d. h. auf der Messe dominiert die Information über Produkte und Leistungen und damit verbunden die persönliche Kommunikation. Eine Ausnahme stellen die Kunstmessen dar, auf denen die ausgestellten Kunstwerke erworben werden können.
Historisch gesehen heißen Orte mit traditionsreichen Universal- und Mehrbranchenmessen häufig Messestadt. Bekannteste Beispiele hierfür sind Leipzig und Frankfurt am Main, aber auch Hannover, obwohl die Deutsche Messe- und Ausstellungs-AG erst 1947 gegründet wurde (heute Deutsche Messe AG). Leipzig führte von 1937 bis 1945 den Beinamen „Reichsmessestadt“.
In der diversifizierten Messewirtschaft haben sich auf einzelne Branchen spezialisierte Messen (Fachmessen) durchgesetzt und Mehrbranchenmessen weitgehend verdrängt. Beispiele für Mehrbranchenmessen sind heute die Konsumgütermesse Ambiente in Frankfurt am Main und die Hannover Messe für den Investitionsgütersektor, wobei beide Messen klar definierte und begrenzte Angebotsschwerpunkte haben.
Teilweise wird der Begriff Fachmesse nicht zur Abgrenzung von Universalmessen eingesetzt, sondern um auszudrücken, dass sich die Veranstaltung an Fachbesucher richtet, statt an ein allgemeines Publikum, das demzufolge die Zielgruppe einer Publikumsmesse bildet, die auch Verbrauchermesse genannt wird. Der eindeutige Gegenbegriff zur Publikumsmesse ist jedoch die Fachbesuchermesse.

### Gewerbeordnung (Deutschland)
Nach § 64 Abs. 1 Satz 1 der deutschen Gewerbeordnung (GewO) ist eine Messe als Unterform des Marktgewerbes eine „im allgemeinen regelmäßig wiederkehrende Veranstaltung“, auf der das „wesentliche Angebot eines oder mehrerer Wirtschaftszweige ausgestellt und überwiegend nach Muster an gewerbliche Wiederverkäufer, gewerbliche Endverbraucher oder Großabnehmer“ vertrieben wird. In begrenztem zeitlichen Umfang können auch „Letztverbraucher“ zum Kauf zugelassen werden.
In Verbindung von § 64 GewO mit § 69 GewO wird eine Veranstaltung als Messe festgesetzt. Eine Festsetzung muss beim örtlichen Ordnungs- oder Gewerbeamt beantragt werden. Dazu muss ein Antrag, Informationen zur Messe, ein Lageplan, ein vorläufiges Ausstellerverzeichnis und ein Auszug aus dem Gewerbezentralregister sowie ein Führungszeugnis zur Vorlage bei einer Behörde eingereicht werden. Die Festsetzung wird in der Regel mit einer Verwaltungsgebühr verbunden und umfasst inhaltlich den Veranstalter, den Namen bzw. die Bezeichnung der Messe, den Inhalt, Lage und Zeitraum sowie Öffnungszeiten.
Eine Ausstellung (§ 65 GewO) ist nicht unbedingt zeitlich wiederkehrend, jedoch wird das „repräsentative“ (nicht das wesentliche) Angebot eines Wirtschaftszweiges ohne besondere Differenzierung des Publikums ausgestellt und/oder vertrieben.

### Ausstellungs- und Messe-Ausschuss der Deutschen Wirtschaft
In Erweiterung der Definition der Gewerbeordnung verwendet der Messeverband Ausstellungs- und Messe-Ausschuss der Deutschen Wirtschaft (AUMA) für seine Datenbanken und statistischen Auswertungen weitere Kategorien zur Differenzierung von Messen und Ausstellungen in Deutschland.
Internationale Messen zeigen danach das wesentliche Angebot eines oder mehrerer Wirtschaftszweige. Sie weisen auf der Besucherseite ein über die Region deutlich hinausgehendes Einzugsgebiet auf, in der Regel kommen über 50 % der Besucher aus mindestens 100 km Entfernung und über 20 % aus mindestens 300 km Entfernung. Sie haben einen ausländischen Ausstelleranteil von mindestens 10 % und einen Anteil von mindestens 5 % Auslandsfachbesuchern.
Messen der AUMA-Kategorie „national“ zeigen das wesentliche Angebot eines oder mehrerer Wirtschaftszweige. Sie weisen auf der Besucherseite ein über die Region deutlich hinausgehendes Einzugsgebiet auf, in der Regel kommen über 50 % der Besucher aus mindestens 100 km Entfernung und über 20 % aus mindestens 300 km Entfernung.
Außerdem nutzt der AUMA die Kategorie „regional“. Die Messen dieser Zuordnung weisen hauptsächlich ein regionales Besuchereinzugsgebiet auf. In der Regel kommen deutlich über 50 % der Besucher aus unter 100 km Entfernung. Sie decken ein Angebot ab, das auch über die jeweilige Region hinausgehen kann.
Der AUMA differenziert darüber hinaus nach Fachbesuchermessen mit deutlich mehr als 50 % Fachbesuchern und Publikumsmessen. Der Übergang ist jedoch fließend, denn es gibt Mischformen, die sich in unterschiedlichem Ausmaß zugleich auch an die jeweils andere Zielgruppe richten. Der Zugang beider Gruppen zu einer Messe kann dabei sowohl zeitlich getrennt als auch zeitgleich ermöglicht und nur in anderer Form differenziert werden.
Die in der Gewerbeordnung beschriebene Differenzierung nach Messen (vorrangig an Fachbesucher gerichtet) und Ausstellungen (vorrangig an Privatbesucher gerichtet) hat in der Praxis an Bedeutung verloren.

### Weitere Unterscheidungsmöglichkeiten
Manchmal wird auch unterschieden zwischen einer Ausstellung als regionaler Veranstaltung, die sich vor allem an privates Publikum richtet und das Angebotsspektrum einer Region statt eines Wirtschaftszweiges zeigt (z. B. Euregio Maas-Rhein), sowie einer Messe als überregionaler Veranstaltung, die das Angebot einer oder mehrerer Branchen präsentiert.
Eine weitere Ebene spiegelt sich in den Begriffen Gewerbeschau und Handelsmesse wider, bei der zwischen Herstellung und Handel unterschieden wird.
Eine formelle Abgrenzung stellt schließlich die Sonderform einer Hausmesse dar, bei der statt einer Messegesellschaft ein Anbieter, oft ein Großhandelsunternehmen, selbst als Veranstalter auftritt und die von ihm vertriebenen Herstellerfirmen ihre Angebote präsentieren.

## Bedeutung und Standorte im deutschsprachigen Raum
Deutschland ist der weltweit führende Standort für Messen mit internationaler Ausrichtung. Fünf der zehn größten Messegesellschaften der Welt stammen aus Deutschland. Alle deutschen Messegesellschaften zusammen erzielten im Jahr 2014 einen Umsatz in Höhe von 3,5 Mrd. Euro. Jährlich werden zwischen 160 und 180 internationale und nationale Messen durchgeführt, die von 170.000 bis 180.000 Ausstellern und von rund zehn Millionen Besuchern genutzt werden.

### Messegelände in Deutschland
Messegesellschaften in Deutschland vermieten das Gelände entweder an Gastveranstalter oder treten selbst als Veranstalter auf. Die großen deutschen Messegesellschaften haben allesamt eine kommunale Gesellschafterstruktur und unterscheiden sich deshalb sehr deutlich von ausländischen, insbesondere amerikanischen Gesellschaften. Beispiele, in denen eine Messegesellschaft nicht selbst als Veranstalter auftritt, sind in Frankfurt am Main die Frankfurter Buchmesse (jährlich), die IAA (jedes zweite Jahr) und die Achema (alle drei Jahre); in Berlin die Internationale Funkausstellung Berlin (jährlich), die Internationale Tourismus-Börse (jährlich), die Grüne Woche (jährlich) und die Internationale Luft- und Raumfahrtausstellung Berlin (jedes zweite Jahr).
Die höchsten Hallenkapazitäten am Messeplatz Deutschland
1. Messe Hannover (392.453 m²)
2. Messe Frankfurt (392.415 m²)
3. Koelnmesse (285.000 m²)

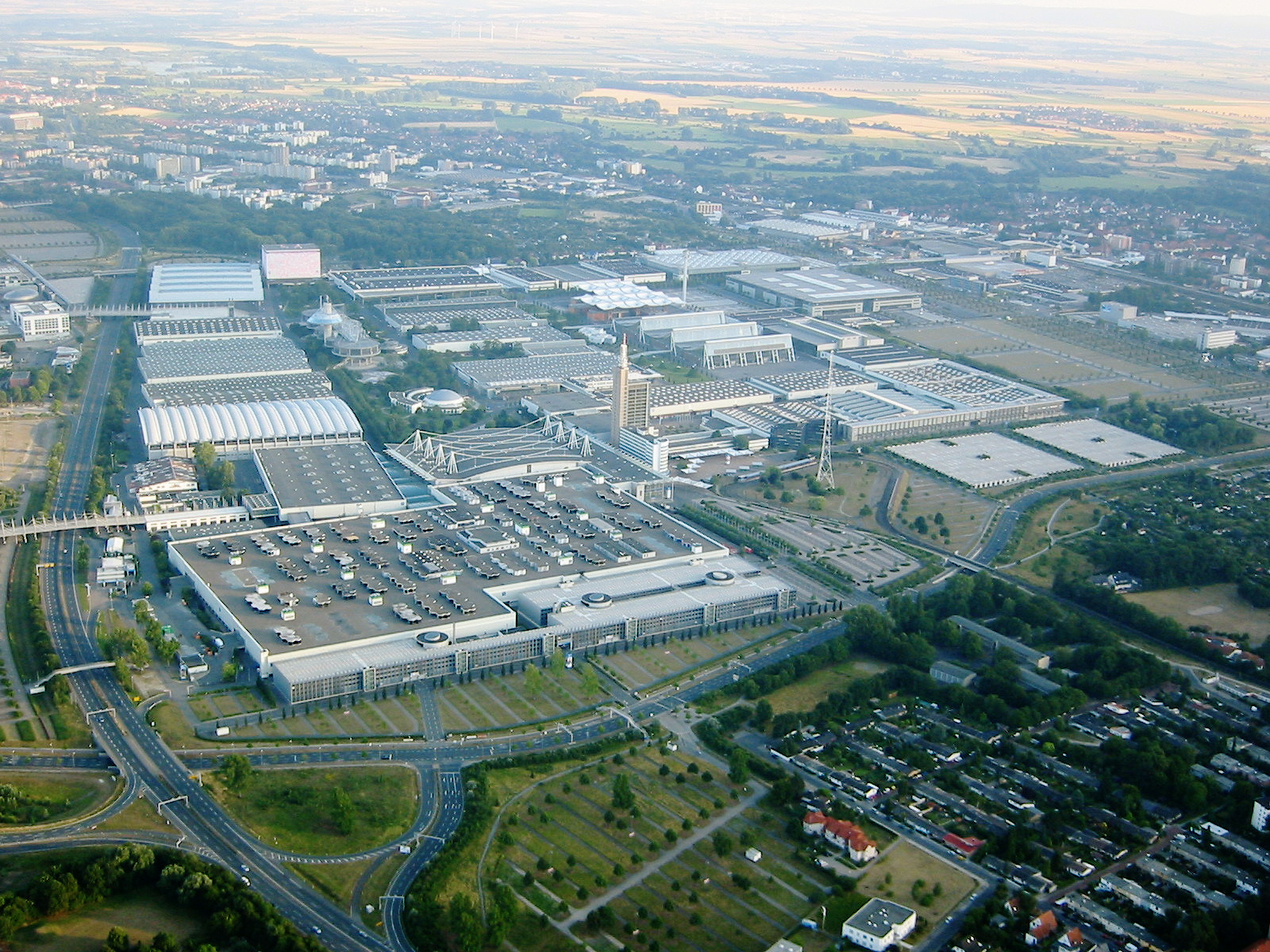
Messegelände Hannover

4. Messe Düsseldorf (262.727 m²)
5. Messe München (200.000 m²)
6. Messe Berlin (190.000 m²)
7. Messe Nürnberg (180.000 m²)
8. Messe Stuttgart (119.800 m²)
9. Messe Leipzig (111.300 m²)
10. Messe Essen (110.000 m²)

Größte Freigelände
1. Messe München (414.000 m²)
2. Messezentrum Bad Salzuflen (280.000 m²)
3. Messe Berlin (157.000 m²)
4. Messe Karlsruhe (105.000 m²)
5. Messe Bremen (100.000 m²)
6. Koelnmesse (100.000 m²)
7. Messe Freiburg (81.000 m²)
8. Messe Dortmund (80.000 m²)
9. Leipziger Messe (70.000 m²)
10. Messe Husum (70.000 m²)

### Messegelände in Österreich
Die bedeutendsten Veranstaltungsorte für Messen sind:
- Messe Wien (70.000 m²)
- Messe Wels (60.230 m² Hallen, 97.810 m² Freigelände)
- Messecenter Graz (60.000 m² Hallen, 80.000 m² Freifläche)
- Innsbrucker Messe 40.000 m²
- Messezentrum Salzburg (37.373 m² inkl. Salzburgarena, 21.777 m² Freifläche)
- Messegelände Klagenfurt (35.000 m² Hallen, 65.000 m² Freifläche)
- Dornbirner Messe (34.000 m² Hallen, 18.000 m² Freifläche)
- Messe Ried (30.000 m² Hallen, 119.000 m² Freifläche)
- Messegelände Tulln (24.500 m² Hallen, 60.500 m² Freifläche)
- Messegelände Wieselburg (11.300 m² Hallen-Eigenfläche, 3.600 m² Fremdhallen, 115.000 m² Freifläche)

### Messegelände in der Schweiz
Die wichtigsten Messegelände in der Schweiz sind:
- Messe Basel (132.000 m², gehört zur MCH Group)
- Palexpo Genf (102.000 m² und 21.000 m² Außenfläche)
- Beaulieu Lausanne (50.500 m², gehört zur MCH Group)
- Bernexpo Groupe (41.000 m² und 100.000 m² Außenfläche)
- OLMA St. Gallen (32.500 m²)
- Messe Zürich (31.000 m², gehört zur MCH Group)
- Messe Luzern (15.000 m²)